# HD 68543
HD 68543，又名BD+23 1913，SAO 80024、HR 3224，是一颗恒星，视星等为6.56，位于銀經199.7，銀緯27.82，其B1900.0坐标为赤經8h 7m 46.2s，赤緯+23° 27.82′ 19″。